# Vârghiș
Vârghiș é uma comuna romena localizada no distrito de Covasna, na região histórica da Transilvânia. A comuna possui uma área de 70.24 km² e sua população era de 1851 habitantes segundo o censo de 2007.